# Guirlande

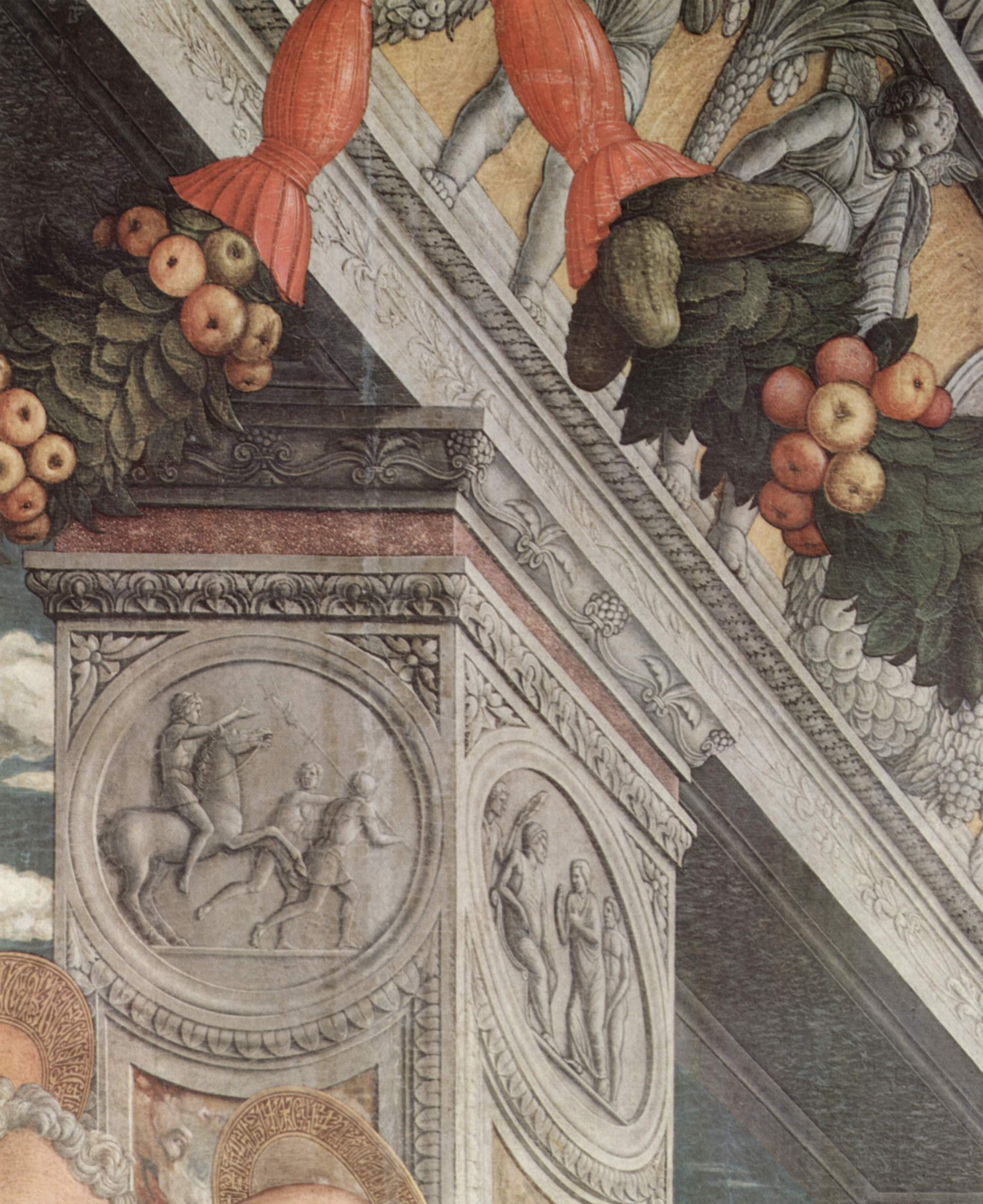
Guirlandes du retable de San Zeno à Vérone, peinture polyptyque d'Andrea Mantegna.

Une guirlande est un motif ornemental et décoratif sculpté, représentant un entrecroisement de feuillages, de fleurs et de fruits, généralement suspendu en feston et qui orne généralement les frontons, les murs ou des mobiliers. Le style Renaissance s'est inspiré des modèles de guirlandes de l'Ara Pacis et des stèles funéraires romaines.
Ce motif ornemental se rapportant à la décoration végétale permet notamment de mettre en valeur les palais, leurs frises et les décorations murales encastrées autour d’elles.
Le feston (appelé aussi guirlande festonnée) est une guirlande que l'on suspend sans la tendre de manière qu'elle retombe en arc, dans un but décoratif.

## Symbolique
Dans le monde gréco-romain, le motif est associé à l'abondance et aux célébrations.

## Galerie
Motifs antiques :

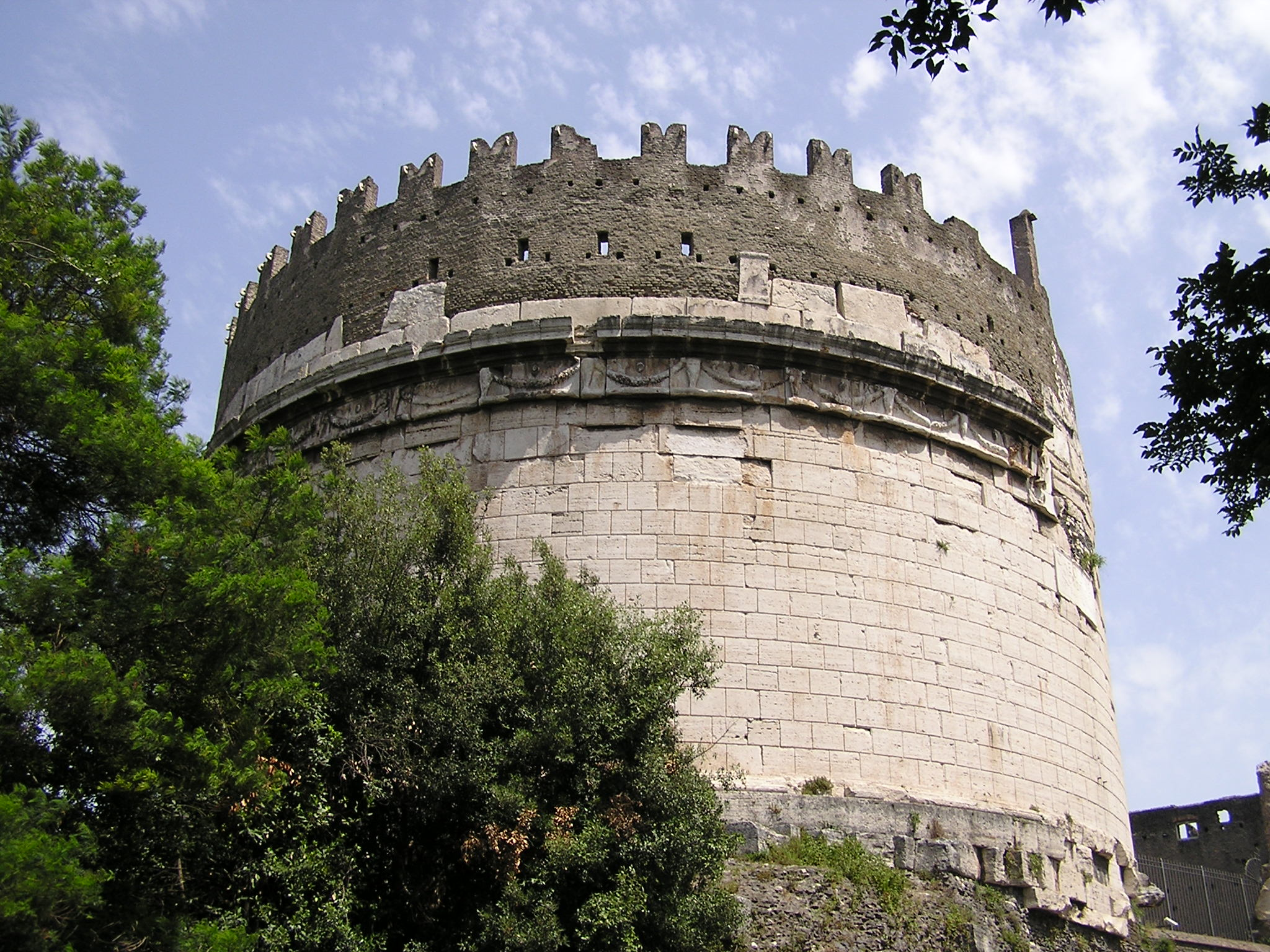
Partie haute de la tombe de Cæcilia Metella, Rome : frise antique de bucranes et de guirlandes.
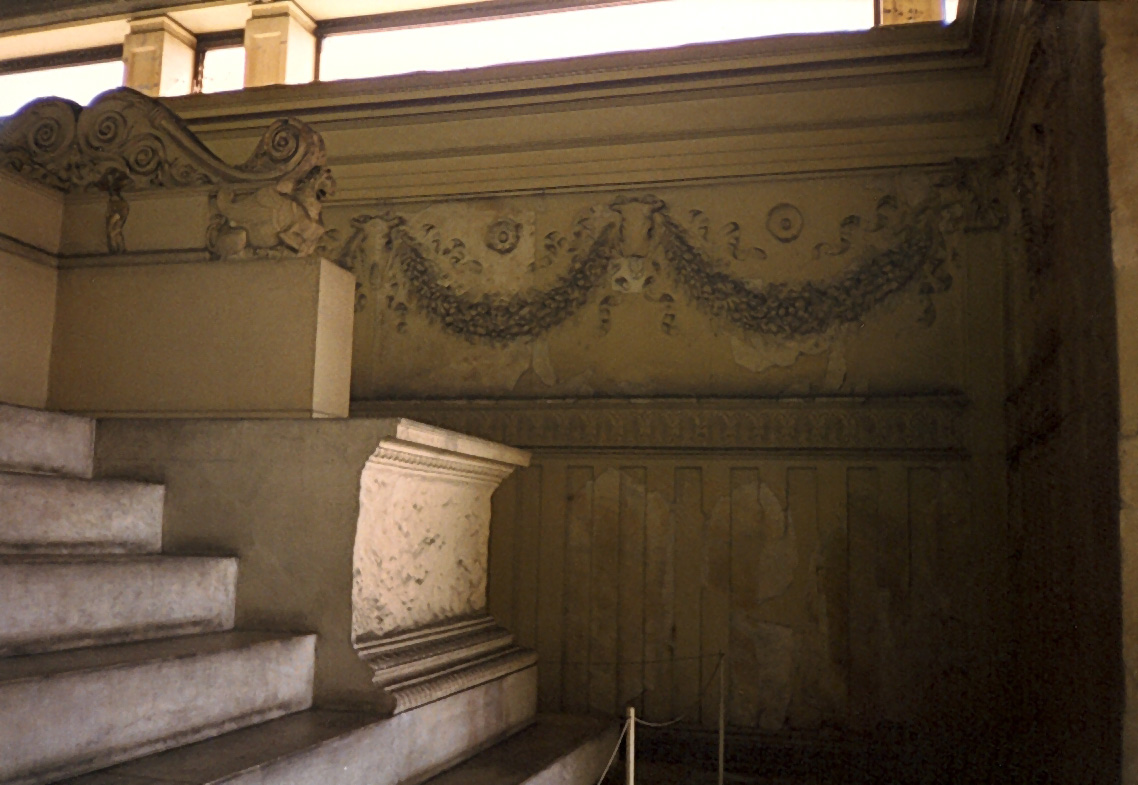
Frise intérieure de l'Ara Pacis, Rome.

Motifs modernes, inspirés de l'antique :

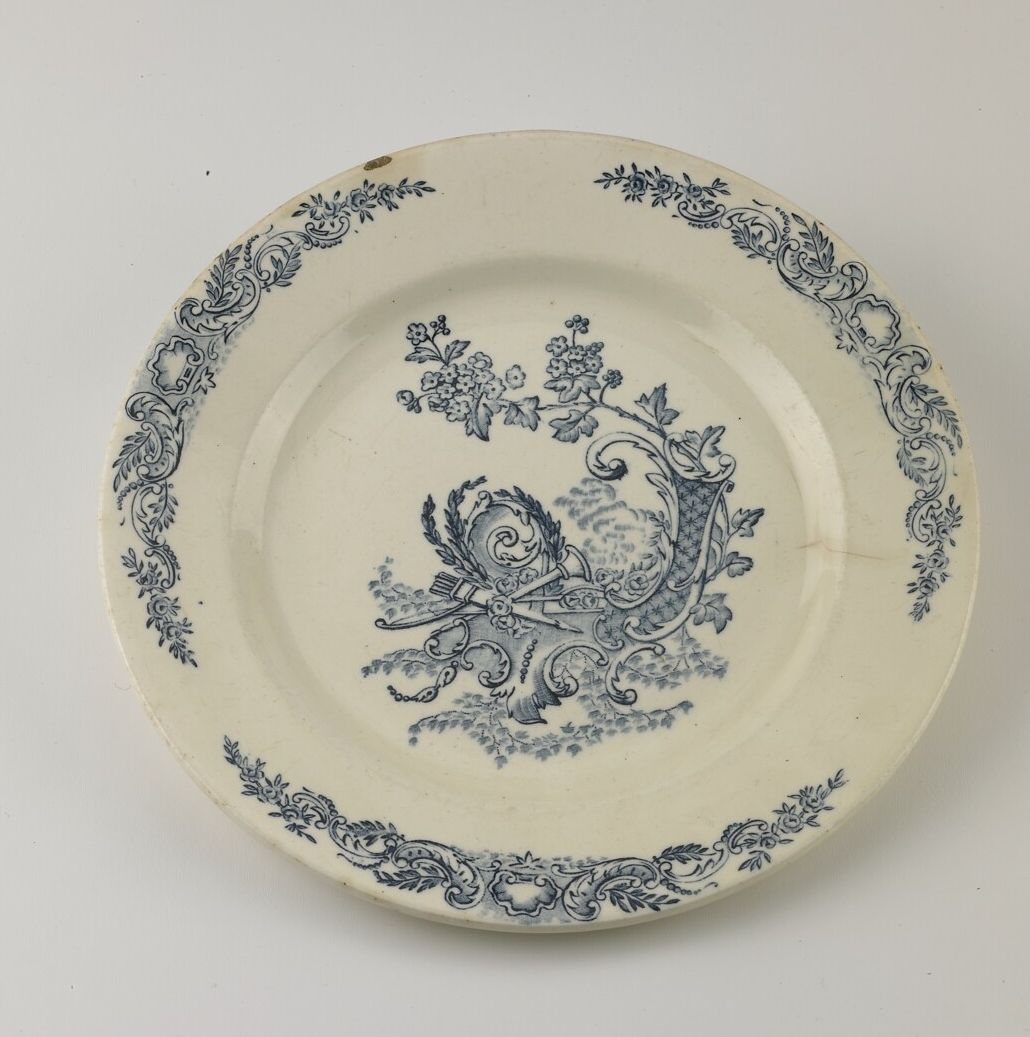
Aile d'une assiette en faïence rehaussée de trois guirlandes de fleurs.
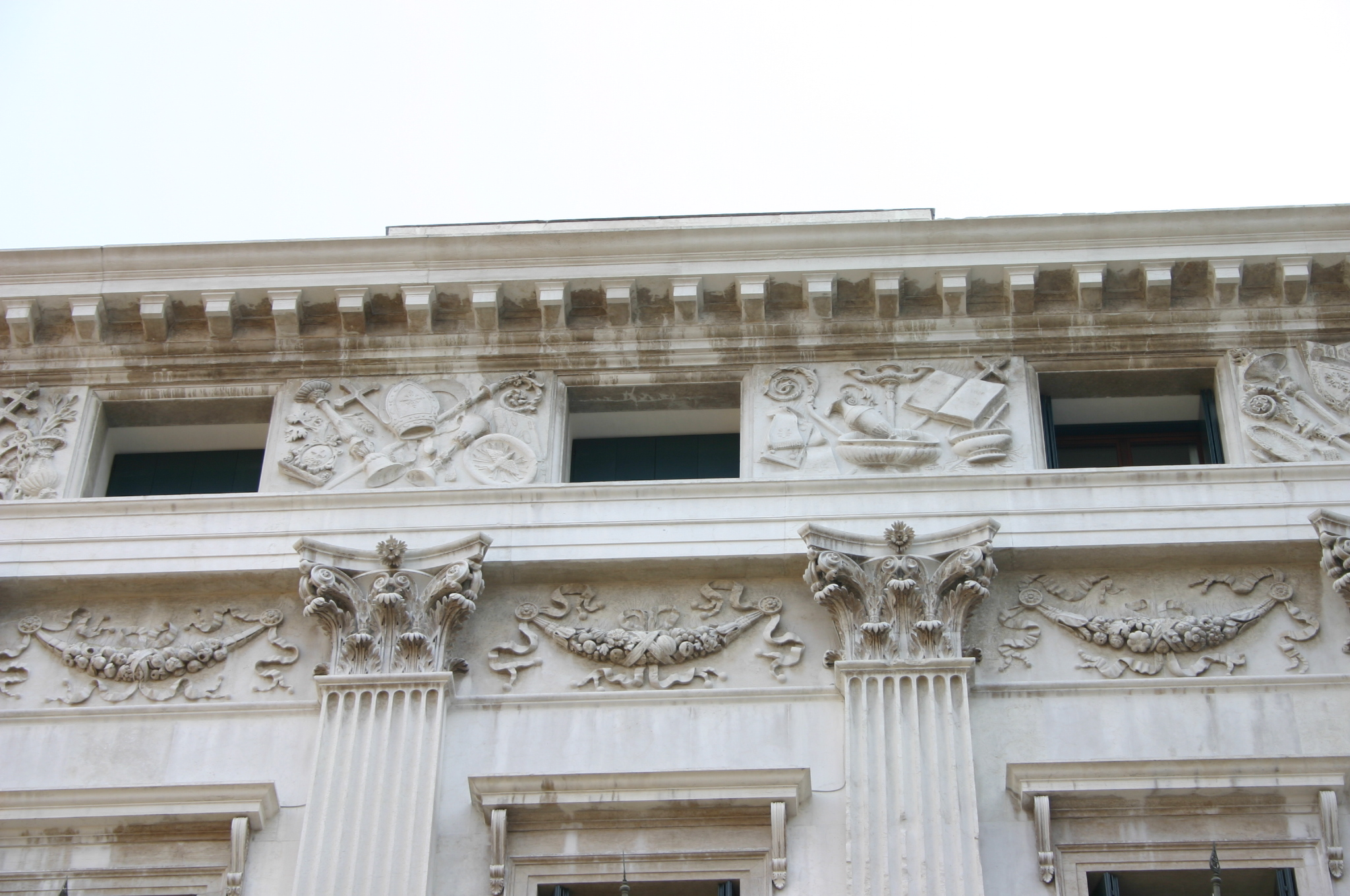
Chapiteaux de pilastres alternant avec des festons.